# Axel Barner
Axel Barner (* 3. Juni 1955 in Hannover; † 14. Dezember 2023 in Berlin) war ein deutscher Lehrer, Literaturwissenschaftler und Schriftsteller.

## Leben
Barner wuchs in Rössing, einem Dorf der Hildesheimer Börde, auf. Nach dem Abitur in Hildesheim studierte er von 1976 bis 1982 Germanistik und Geschichtswissenschaften an der Technischen Universität Berlin (unter anderem bei Walter Höllerer, Norbert Miller und Reinhard Rürup). Das Studium beendete Barner 1982 mit dem Ersten Staatsexamen für das Lehramt an Gymnasien. 1984 legte er sein Zweites Staatsexamen in Offenbach am Main ab. Von 1985 bis 1989 war er Lehrer am Cağaloğlu Anadolu Lisesi in Istanbul.
Barner war von 1992 bis 1997 im Auftrag des Akademischen Austauschdienstes als Lektor für deutsche Sprache an der Polytechnischen Universität Bukarest tätig. Von 2000 bis 2008 wirkte er als Lehrer am Lycée International de Saint-Germain-en-Laye, wo er internationale Projekte zum Dadaismus, zur „Bibliothek der verbrannten Bücher – deutsche Schriftsteller im Pariser Exil 1933–40“ und zum Sonett initiierte und mitgestaltete. 2009–2010 gehörte Barner zum Fachberaterstab für das Auslandsschulwesen und betreute die Abiturprüfungen in den Fächern Geschichte und Geografie an den deutschen Auslandsschulen in Afrika. Von 2010 bis 2014 unterrichtete er an der Deutschen Botschaftsschule Addis Abeba in Äthiopien. Barner lebte seit 2015 wieder in Berlin.
Ausgedehnte Reisen führten ihn unter anderem nach Zentralasien (Usbekistan, Kirgisien, Kasachstan, Mongolei), in den Kaukasus (Georgien, Armenien), nach Mittelamerika (Mexiko, Guatemala, Honduras) und Afrika. Diese Reisen wurden von Barner in seinen Büchern immer wieder thematisiert.
Barner schrieb Literatur und Fachbücher. In seinen literaturwissenschaftlichen Veröffentlichungen in Deutschland und Rumänien setzte er sich vor allem mit der deutschsprachigen Literatur aus und über Rumänien auseinander. Barner zeichnete für die beiden Anthologien Bukarest – ein literarisches Portrait und Europa erlesen: Bukarest mit literarischen Texten über Bukarest als Herausgeber verantwortlich.
Sein literarisches Schaffen umkreiste die Begegnung mit dem Fremden sowie interkulturelle Erfahrungen. Schon in seinen ersten literarischen Veröffentlichungen Die Hunde von Bukarest und Bukarester Totenklage, die 1997 im Literaturmagazin Laufschrift erschienen, werden diese Grundmotive seines Schreibens sichtbar. Auch in den weiteren Werken, deren kürzere in literarischen Zeitschriften wie Signum – Blätter für Literatur und Kritik und Neue Sirene veröffentlicht wurden, „… kommt in der distanzierten und sich möglichst wenig von den Realitäten in anderen Ländern überwältigen lassenden Erzählweise Barners die Fremdheit nicht direkt zum Ausdruck, sondern ist eher in vermittelnden Andeutungen der Überraschung, der Enttäuschung oder des Sarkasmus erkennbar“ (Markus Bauer: Literaturkritik Nr. 8/2012). Auch in den weiteren Werken kommen diese Erfahrungen zum Ausdruck. Weiterhin erschienen als Beiträge zur Kulturgeschichte des 15. Jahrhunderts Das Äthiopien-Bild im europäischen Spätmittelalter (2011) und Stationen eines stadtbürgerlichen Lebenslaufs – das III. Buch der Augsburger Chronik des Burkhard Zink (2016). Zuletzt veröffentlichte Barner die Reiseerzählung Äthiopisches Album (2021) und den Roman Lennings Reise (2022).

## Schriften (Auswahl)
Bücher
als Herausgeber:
- Bukarest – ein literarisches Porträt. dipa Verlag, Frankfurt a. M. 1997, ISBN 3-7638-0377-7.
- Europa erlesen: Bukarest. Wieser Verlag, Klagenfurt 1999, ISBN 3-85129-284-7.

als Autor:
- Neun Akatiste für die Nato. Tebbert Verlag, Münster 1999, ISBN 3-89738-162-1.
- Opitz – Moltke – Tucholsky – Enzensberger: Deutsche Reisen nach Rumänien. ADZ Verlag, Bukarest 2001, ISBN 973-99655-6-3.
- Studien zum Rumänienbild in der deutschsprachigen Gegenwartsliteratur. ADZ Verlag, Bukarest 2006, ISBN 973-8384-29-X.
- Umwege nach Moabit. Reiseminiaturen. Zwischenbereiche Verlag, Berlin 2010, ISBN 978-3-938069-05-9.
- Der Weg nach Timbuktu. Zwischenbereiche Verlag, Berlin 2014, ISBN 978-3-938069-09-7.
- Ankunft in Addis Abeba (= Einblattdruck Nr. 131). PalmArtPress, Berlin 2018.
- Temeswar, Blicke (= Einblattdruck Nr. 165). PalmArtPress, Berlin 2020.
- Äthiopisches Album – eine Reiseerzählung. Geest-Verlag, Vechta 2021, ISBN 978-3-86685-852-7.
- Lennings Reise. Roman. PalmArtPress Verlag, Berlin 2022, ISBN 978-3-96258-108-4.
- Der Weg nach Timbuktu. Reiseerzählung. Überarbeitete Neuausgabe (mit Cyanotypien von Hélène Verger). Geest-Verlag, Vechta 2023, ISBN 978-3-86685-954-8.
- Abflug. Reiseerzählungen. PalmArtPress, Berlin 2024, ISBN 978-3-96258-181-7.

Literarische Veröffentlichungen in Zeitschriften und Anthologien
- Die Hunde von Bukarest. In: Laufschrift – Magazin für Literatur und Kunst. Nr. 5, Fürth 1997, ISSN 0949-1392.
- Bukarester Totenklage. In: Laufschrift – Magazin für Literatur und Kunst. Nr. 5, Fürth 1997, ISSN 0949-1392.
- Was ich in Bukarest sah und hörte. In: MajA – magazin junger Autoren. Nr. 2/3, 1999, ISSN 1436-3593.
- Die Ebene von Orşova. In: Laufschrift – Magazin für Literatur und Kunst. Nr. 9, Fürth 2000, ISSN 0949-1392.
- Temeswar, Blicke / Deutsche Weihnacht / Skythischer Winter. In: Zenit – Zeitschrift für Literatur und Kommunikation. 17. Jahrgang, Nr. 3, Wien 2004, ISSN 1015-0722.
- Anekdote über den Einfluss indischer Musik aufs Haarschneiden. In: Wegweisende Literatur der Gegenwart. Band 21, 2007, ISSN 0945-9995.
- Skythischer Winter. In: Signum – Blätter für Literatur und Kritik. 10. Jahrgang, Nr. 1, 2009, ISSN 1438-9355.
- Paradiesgarten. In: Signum – Blätter für Literatur und Kritik. 20. Jahrgang, Nr. 1, 2019, ISSN 1438-9355.
- Alternative Fakten. Erzählung. In: eXperimenta. Nr. 6, 2020, ISSN 1865-5661. S. 22.
- Hamra. In: Textgemeinschaft (Hrsg.): Globalplayers Allerweltsgeschichten. epubli, Berlin 2021, ISBN 978-3-7541-0549-8, S. 6–14.
- Rückkehr nach fünfundvierzig Jahren. In: Signum – Blätter für Literatur und Kritik. 22. Jahrgang, Nr. 2,  2021, ISSN 1438-9355, S. 33–41.
- Die welken Hände rascheln (und andere Gedichte). In: Peter Frank (Hrsg.) et al.: Brandenburger Landschaften. Berlin 2022, ISBN 978-3-7562-1837-0, S. 85–89.

Übersetzungen
- Das Bild Rumäniens und der Rumänen in der deutschsprachigen Gegenwartsliteratur. Essay. (ungarisch: Románia és románok képe a német nyelvü irodalomban. Übersetzt von Vilma-Irén Mihály). In: Zsuzsa Tapodi: Imagológiai olvasókönyv.  Erdélyi Múzeum-Egyesület, Scientia Verlag, Kolozsvár 2016, ISBN 978-973-1970-96-7.
- Das Bild Bukarests in der deutschsprachigen Gegenwartsliteratur. (rumänisch: Imaginea Bucurestiului in literatura germana contemporana. Übersetzt von Vasile Poenaru) In: Secolul 20 – Bucurestiul. Nr. 4–6, Bukarest 1997, S. 240–250.